# Карла Віццотті
Карла Віццотті (ісп. Carla Vizzotti, 1 квітня 1972, Буенос-Айрес) — аргентинська лікар, яка спеціалізується на захворюваннях, яким можна запобігти за допомогою вакцинації. Вона працювала заступником міністра охорони здоров'я, працюючи під керівництвом міністра Хінеса Гонсалеса Гарсії до лютого 2021 року. Вона була міністром охорони здоров'я з 20 лютого 2021 року після відставки Гонсалеса Гарсії.

## Ранні роки життя та кар'єра
Віццотті народилася 1 червня 1972 року в Буенос-Айресі в родині гастроентеролога. Вона вивчала медицину в Університеті Сальвадору, який закінчила в 1997 році. Віццотті спеціалізувалася на внутрішній медицині в Університеті Буенос-Айреса. Вона заснувала та очолює «Аргентинське товариство вакцинології та епідеміології» (ісп. «Sociedad Argentina de Vacunología y Epidemiología», SAVE), а також працювала у «Fundación Huésped», неурядовій організації, створеній для боротьби з ВІЛ/СНІДом.
З 2007 по 2016 рік, під час двох термінів президента Крістіни Фернандес де Кіршнер, вона очолювала Національний директорат з контролю за хворобами, які можна попередити за допомогою вакцин (DiNaCEI) міністерства охорони здоров'я. Під час свого перебування на посаді вона очолила Національний план імунізації та була відповідальною за розширенням існуючого календаря щеплень, що включає 19 безкоштовних та обов'язкових вакцин.

## Політична кар'єра

### Секретар доступу до охорони здоров'я
19 грудня 2019 року міністр охорони здоров'я Хінес Гонсалес Гарсія призначив Віццотті керівником новоствореного Секретаріату доступу до охорони здоров'я у складі адміністрації нещодавно обраного президента Альберто Фернандеса.
У 2020 році Віццотті стала одним із найпомітніших державних чиновників у заходах уряду на епідемію COVID-19. Їй було доручено надавати щоденні ранкові звіти про статистику COVID-19.
У грудні 2020 року Віццотті очолювала аргентинську делегацію, яка вирушила до Росії для контролю за транспортуванням до Аргентини 300 тисяч доз вакцини Спутник V, розроблених Науково-дослідний інститут епідеміології та мікробіології імені Гамалії.

### Міністр охорони здоров'я
19 лютого 2021 року Хінес Гонсалес Гарсія пішов у відставку з посади міністра охорони здоров'я після зізнання журналіста Орасіо Вербицького, що Гонсалес Гарсія сприяв йому та іншим особам отримати вакцинацію проти COVID-19 на пільгових умовах, що стало відомим як скандалі під назвою «VIP-вакцинація». Як віце-міністра охорони здоров'я Віццотті рекламували як природного наступника Гонсалеса Гарсіа.
Віццотті було призначено на цю посаду наступного дня, 20 лютого 2021 року. Сандра Марсела Тірадо була призначена секретарем доступу до охорони здоров'я замість Віццотті.

## Особисте життя
26 лютого 2021 року у Карли Віццотті підтвердився позитивний результат тесту на COVID-19, і вона пішла на добровільну ізоляцію. 28 вересня 2021 року Віццотті зробили операцію з приводу апендициту.